# Gynautocera papilionaria
Gynautocera papilionaria là một loài bướm đêm thuộc họ Zygaenidae. Nó được tìm thấy ở Đông Nam Á, bao gồm miền bắc Ấn Độ, Thái Lan, Lào, Assam, Myanmar, Annam, Tonkin, Hải Nam, Sumatra, Java, Lombok, Celebes, Amboina, Buru và Batjan.
Sải cánh dài khoảng 72 mm. It là một day-flying species.
Ấu trùng ăn Litsea monopetala.